# Dolichopeza incisuralis
Dolichopeza incisuralis är en tvåvingeart som beskrevs av Alexander 1940. Dolichopeza incisuralis ingår i släktet Dolichopeza och familjen storharkrankar. Inga underarter finns listade i Catalogue of Life.